# 1929 في تونس
فيما يلي قوائم الأحداث التي وقعت خلال عام 1929 في تونس.